# 아트 파빌리온
아트 파빌리온(크로아티아어: Umjetnički paviljon)은 크로아티아 자그레브에 있는 미술관이다. 1898년에 설립된 이 미술관은 동남유럽에서 가장 오래된 미술관이며, 대규모 전시를 수용하도록 특별히 설계된 자그레브 유일의 특수 미술관이다.